# Szpęgawskie Jezioro
Szpęgawskie Jezioro – jezioro w woj. pomorskim, w pow. starogardzkim, w gminie Starogard Gdański, leżące na terenie Pojezierza Starogardzkiego.
Jest to przepływowe jezioro rynnowe położone na Kociewiu. Przez jezioro przepływa rzeka Szpęgawa, łącząca akwen jeziora z jeziorami Rywałdzkim i Zduńskim.

## Dane morfometryczne
Powierzchnia zwierciadła wody według różnych źródeł wynosi od 30,0 ha przez 31,5 ha do 32,1 ha. 
Zwierciadło wody położone jest na wysokości 65,2 m n.p.m. lub 65,0 m n.p.m. Średnia głębokość jeziora wynosi 1,6 m, natomiast głębokość maksymalna 3,2 m.

## Hydronimia
Według urzędowego spisu opracowanego przez Komisję Nazw Miejscowości i Obiektów Fizjograficznych (KNMiOF) nazwa tego jeziora to Szpęgawskie Jezioro. W niektórych publikacjach jezioro to występuje pod nazwą Szpęgawskie Północne. Związane jest to z tym że przyległe od południa jezioro Rywałdzkie występuje w wielu źródłach pod nazwą Szpęgawskie.